# 圖書館法 (中華民國)
《圖書館法》是一部中華民國法律。

## 制定目的
王振鵠(民91)於《圖書館年鑑》中整理各國訂定圖書館法之目的：
1. 奠定圖書館事業設置與發展的法治基礎，保障圖書館永續經營。
2. 建立完善的圖書館體系及有效的管理機制。
3. 保障民眾知的權利，提供終身學習資源。
4. 促進圖書館設立普遍化、組織網路化、管理科學化、作業自動化、服務全民化。
5. 推廣圖書館合作組織，謀資訊之共建共享。
6. 確立中央及地方政府在圖書館事業發展中的職責。
7. 鼓勵私人及法人團體興建圖書館或贊助圖書館服務。
8. 保障專業人員之任用。

## 制定歷程
1. 民國55年(1966年)，中國圖書館學會(現為中華民國圖書館學會)年會中即提出相關概念。
2. 民國72年7月(1983年)，行政院修訂《加強文化及育樂活動方案》，明訂《圖書館法》的制定為重要措施之一。
3. 民國76年(1987年)，國立中央圖書館與中國圖書館學會辦理《圖書館法》制法相關事務，提出16條草案條文，內容較趨向遠景與理念。
4. 民國78年(1989年)，教育部成立「教育部圖書館事業委員會」。
5. 民國80年(1991年)，教育部圖書館事業委員會成員修改過去草案條文，提出5章33條的《圖書館法》草案，之後陸續經過中央政府、地方政府等相關機構修改與更正。
6. 民國90年(2001年)1月17日，總統令公布《圖書館法》，全文20條。
7. 民國104年(2015年)2月4日，總統令修正公布《圖書館法》，全文19條。

## 條文內容
圖書館應提供其服務對象獲取公平、自由、適時及便利之圖書資訊權益。
前項之服務，應受著作權法有關合理使用館藏規定之保護。——《圖書館法》第7條
《圖書館法》確立各種類型圖書館(國家圖書館、公共圖書館、大專校院圖書館、中小學圖書館、專門圖書館)的設立宗旨與功能，以及明列所屬機關。當中並指出由中央機關統一制定圖書館營運基準與技術規範，建立標準。此外，對圖書館服務層面、重視人員專業能力、促進館際合作、建立輔導體系與評鑑制度、明文規定出版單位須呈繳出版品予國家圖書館與立法院國會圖書館，對圖書資訊的典藏與傳承有所助益。